# Kristen Bell
Kristen Annie Bell (Huntington Woods, 18 luglio 1980) è un'attrice, comica e cantante statunitense.

## Biografia
Kristen Annie Bell, discendente da una famiglia di origini irlandesi e polacche, è nata e cresciuta a Huntington Woods, sobborgo di Detroit. Sua madre, Lorelei Bell (nata Frygier), è un'infermiera e suo padre, Tom Bell, lavora come direttore del telegiornale WOAI-TV di San Antonio. I suoi genitori si sono separati quando lei aveva due anni e suo padre si è risposato. Dal secondo matrimonio di suo padre sono nate le sue sorellastre Sara e Jody. Kristen è affetta all'occhio destro da una forma di strabismo. L'ha ereditata da sua madre, che l'aveva corretta da bambina. L'attrice ha dichiarato che se non dorme abbastanza, il problema peggiora. Ha chiamato il suo occhio destro "Winky", in "onore" del problema.
Quando aveva quattro anni non le piaceva il suo nome, così che la madre la convinse ad usare il nome Annie. L'attrice utilizzò la variante Annie fino al liceo. Ha frequentato ad Huntington Woods la Burton Elementary School, la stessa scuola frequentata dall'attrice Jessy Hodges e dall'attore David Geister. Ha partecipato alla sua prima audizione all'età di 11 anni, vincendo il doppio ruolo della banana e dell'albero in una produzione del Suburban Detroit Theater dal titolo Raggedy Ann e Andy. Successivamente frequenta la Shrine Catholic High School a Royal Oak (Michigan).

Qui, nel 1997, intraprende il ruolo di attrice, e nella produzione dello spettacolo teatrale scolastico Il mago di Oz è Dorothy Gale. È apparsa anche in Fiddler on the Roof (1995), Lady, Be Good (1996), e Li'l Abner (1998). Nel 1998, l'anno in cui si diploma all'Università di New York, la prestigiosa Tisch School of the Arts, dove ha studiato teatro musicale, appare in Amori & segreti (Polish Wedding), un film che veniva girato localmente. Lo stesso anno Kristen è stata nominata "Ragazza più bella dell'anno", da una votazione di adulti.

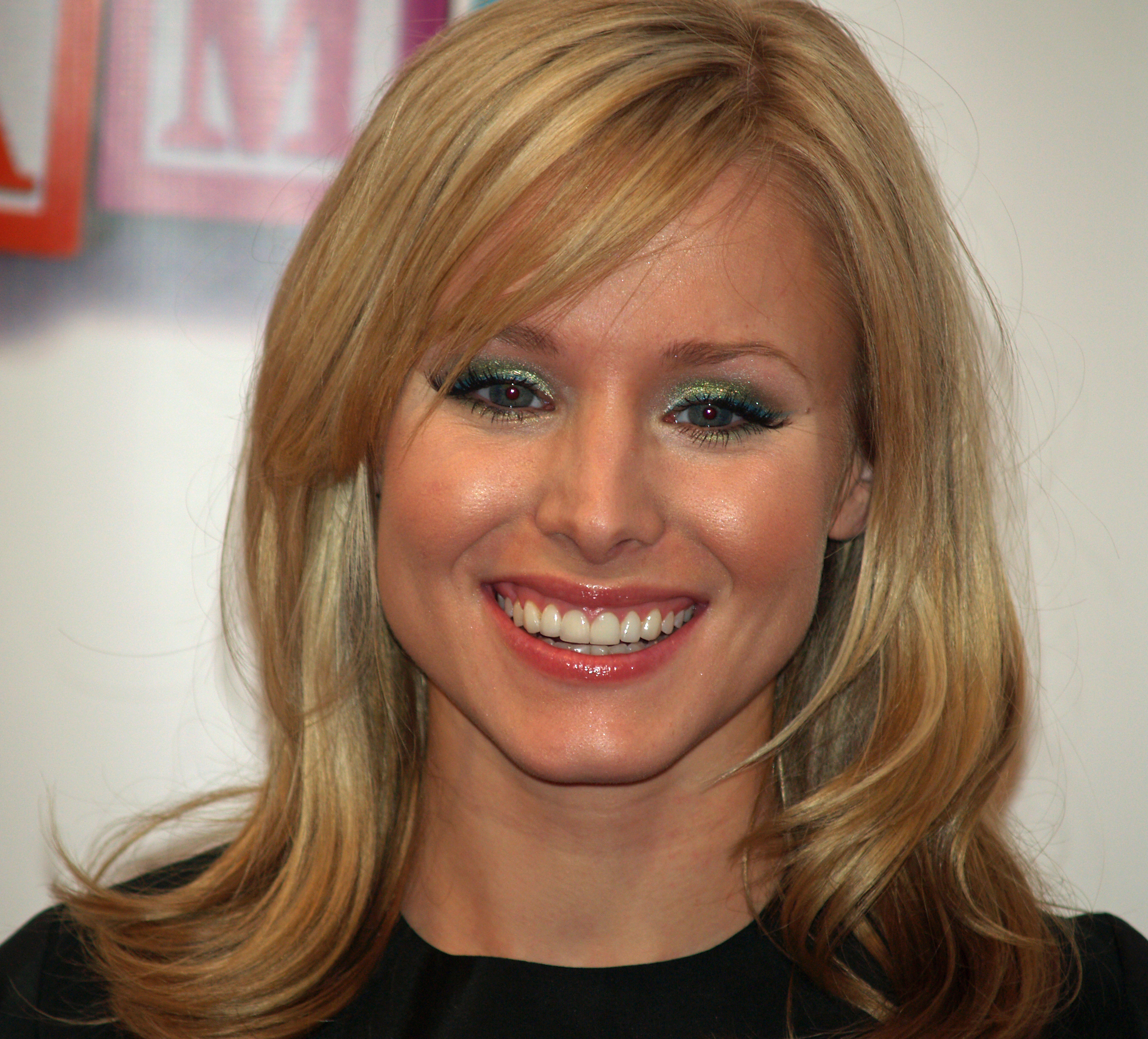
Kristen Bell al Tribeca Film Festival 2008

Kristen Bell si laurea alla prestigiosa New York University nel 2001; subito dopo ottiene il ruolo di Becky Thatcher nel musical di Broadway The Adventures of Tom Sawyer e poi ottiene una parte anche nel musical Halloween Horror sempre a Broadway. Lo stesso anno fa un'apparizione nel film Pootie Tang, ma solo durante la sequenza dei titoli di coda. Nel 2002 recita nel revival di Broadway The Crucible.
In seguito Kristen Bell partecipa come guest star in diversi episodi di alcune serie televisive. Nel 2003 recita nel film televisivo Alla scoperta di mio padre; un anno dopo in Gracie's Choice. Nel 2004 fa il suo debutto sul grande schermo nel film di David Mamet Spartan come Laura Newton, la figlia rapita del presidente, al fianco di Val Kilmer. La sua carriera fa un balzo ulteriore quando si aggiudica il ruolo principale nella serie TV Veronica Mars. Questa serie ottiene ottimi giudizi dalla critica e dal pubblico per la performance di Kristen, tanto da supporre la possibile nomination per gli Emmy. È stata inoltre guest star in due episodi di Deadwood.
Kristen Bell ha il ruolo di Gracie in Fifty Pills, film uscito nell'aprile 2006, continuando nel frattempo il suo lavoro per Veronica Mars. Kristen vive a Los Angeles ed è stata ospite di alcuni show-tv serali molto popolari negli Stati Uniti. Una versione cinematografica del musical Reefer Madness (ispirato a un film del 1938, che invece aveva scopi di propaganda anti-marijuana) esce sul network Showtime nell'aprile 2005, con Kristen nuovamente a recitare in un musical. Appare anche nel cortometraggio indipendente The Receipt. Infine ha ruoli importanti nei film Roman e Pulse, entrambi usciti nel 2006; l'ultimo è un remake del film horror giapponese Kairo. Ha preso parte anche a Fanboys, sempre nel 2006. Nello stesso anno ha vinto il titolo PETA di "vegetariana più sexy".
Nel 2007, terminata la serie Veronica Mars, Kristen entra a far parte del cast regolare della seconda stagione del serial TV Heroes, dove interpreta Elle Bishop. Sempre nel 2007 presta volto e voce al personaggio di Lucy Stillman nel videogioco Assassin's Creed, e ha fatto lo stesso nel 2009 per Assassin's Creed II e nel 2010 per Assassin's Creed Brotherhood. Nel 2008 ha preso parte ai film Non mi scaricare, nel ruolo di Sarah Marshall, e Fanboys, nel ruolo di Zoe. Sua inoltre è la voce narrante della serie televisiva Gossip Girl. Nel 2010 prende parte al film Burlesque, di Steve Antin, con Christina Aguilera e Cher, dove interpreta Nikki, la prima ballerina del Burlesque Lounge e rivale di Ali, il personaggio interpretato dalla Aguilera.
Nel 2011 la Bell viene scelta per la serie TV House of Lies, dove interpreta Jeannie, una brillante ragazza laureatasi alla Columbia che si ritrova attratta, pur senza volerlo, dal collega Marty. Nel 2012 viene annunciata la partecipazione dell'attrice al film Stuck In Love di Josh Boone. Kristen Bell ha partecipato all'ultimo episodio di Gossip Girl, interpretando se stessa, insieme a Rachel Bilson, impegnata nella realizzazione del film tratto dai libri di Dan Humphrey, uno di personaggi principali della serie. Nel 2013 partecipa al film d'animazione Frozen - Il regno di ghiaccio, della Disney, doppiando la protagonista Anna; Kristen ha interpretato anche le parti cantate del personaggio. Nel 2014 torna ad interpretare Veronica Mars nel film tratto dall'omonima serie tv. Nel 2016 è protagonista della sitcom The Good Place. Nello stesso anno, torna a doppiare in un film Disney, prestando la voce al bradipo Priscilla nel film Zootropolis.

## Vita privata

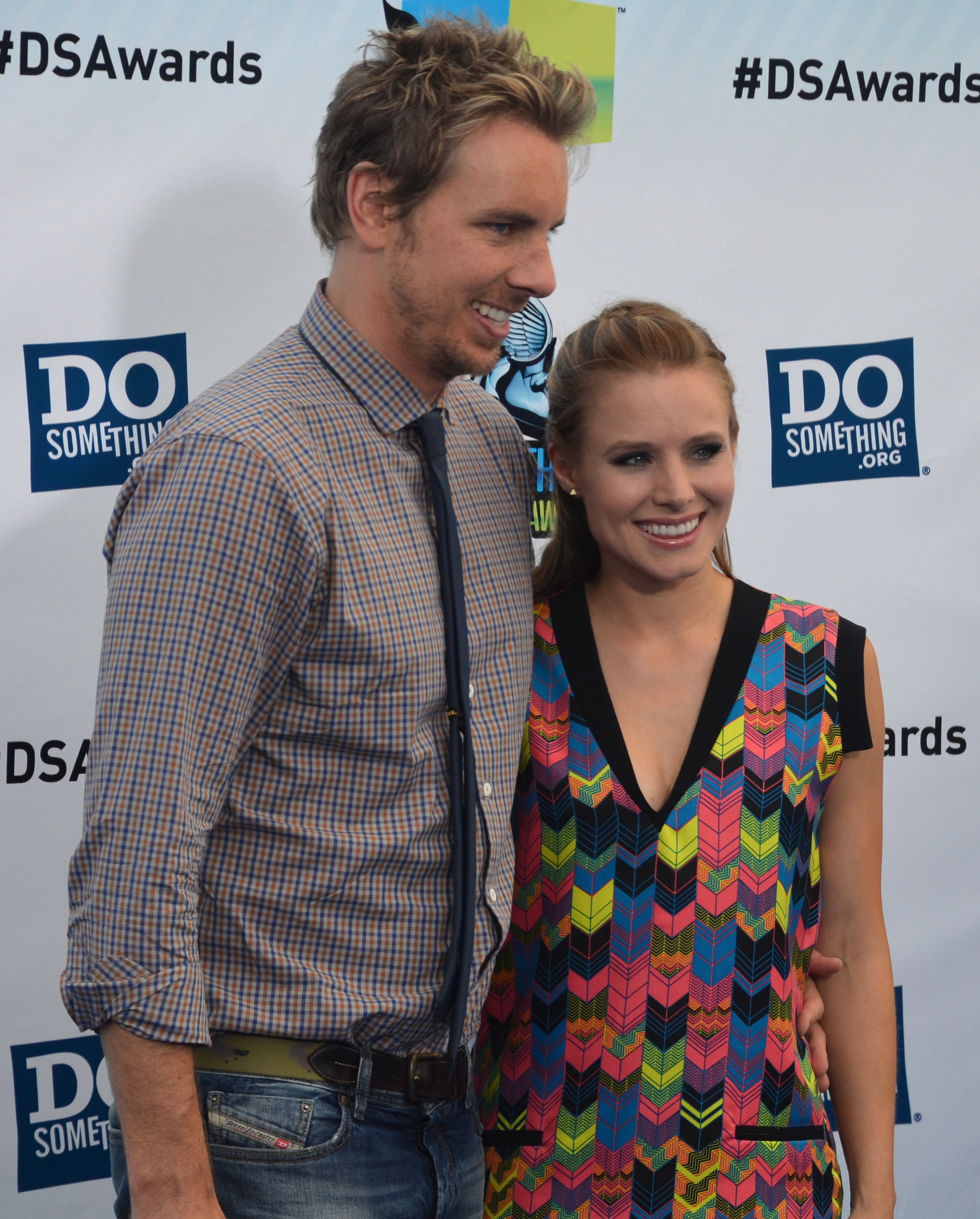
Kristen Bell con il marito Dax Shepard nel 2012

Vegetariana e membro dell'associazione PETA, dal 2007 Kristen comincia a frequentare l'attore Dax Shepard. La coppia annuncia il fidanzamento, ma dichiara di volersi sposare solo quando verrà riconosciuto il matrimonio tra persone dello stesso sesso negli Stati Uniti. Il 28 marzo 2013 la coppia ha una bambina, che viene chiamata Lincoln. Dopo la decisione della Corte Suprema degli Stati Uniti di rendere incostituzionale la legge che approva solo il matrimonio tra uomo e donna, Kristen ha chiesto al fidanzato di sposarla tramite Twitter. Nell'ottobre del 2013 Kristen e Dax Shepard si sono sposati in una cerimonia civile a Beverly Hills. Il 20 dicembre 2014, Kristen e Dax annunciano tramite Twitter la nascita di Delta Bell Shepard.

## Filmografia

### Attrice

#### Cinema
- Amori & segreti (Polish Wedding), regia di Theresa Connelly (1998)
- Pootie Tang, regia di Louis C.K. (2001)
- People Are Dead, regia di Kevin Ford (2002)
- Spartan, regia di David Mamet (2004)
- Last Days of America, regia di Kevin Ford (2005)
- Reefer Madness: The Movie Musical (Reefer Madness), regia di Andy Fickman (2005)
- Deepwater, regia di David S. Marfield (2005)
- The Receipt, regia di Tim Garrick (2005)
- Fifty Pills, regia di Theo Avgerinos (2006)
- Pulse, regia di Jim Sonzero (2006)
- Roman, regia di Angela Bettis (2006)
- Non mi scaricare (Forgetting Sarah Marshall), regia di Nicholas Stoller (2008)
- Fanboys, regia di Kyle Newman (2008)
- Serious Moonlight, regia di Cheryl Hines (2009)
- L'isola delle coppie (Couples Retreat), regia di Peter Billingsley (2009)
- La fontana dell'amore (When in Rome), regia di Mark Steven Johnson (2010)
- In viaggio con una rock star (Get Him to the Greek), regia di Nicholas Stoller (2010) – cameo
- Burlesque, regia di Steve Antin (2010)
- Ancora tu! (You Again), regia di Andy Fickman (2010)
- Scream 4, regia di Wes Craven (2011) – cameo
- Safety Not Guaranteed, regia di Colin Trevorrow (2012)
- Qualcosa di straordinario (Big Miracle), regia di Ken Kwapis (2012)
- Hit and Run, regia di David Palmer e Dax Shepard (2012)
- Stuck in Love, regia di Josh Boone (2012)
- Some Girl(s), regia di Jennifer Getziner (2013)
- Comic Movie (Movie 43), registi vari (2013)
- The Lifeguard, regia di Liz W. Garcia (2013)
- Veronica Mars - Il film (Veronica Mars), regia di Rob Thomas (2014)
- The Boss, regia di Ben Falcone (2016)
- Bad Moms - Mamme molto cattive (Bad Moms), regia di Jon Lucas e Scott Moore (2016)
- The Disaster Artist, regia di James Franco (2017) – cameo
- CHiPs, regia di Dax Shepard (2017)
- Bad Moms 2 - Mamme molto più cattive (A Bad Moms Christmas), regia di Jon Lucas e Scott Moore (2017)
- Tale padre (Like Father), regia di Lauren Miller Rogen (2018)
- Queenpins - Le regine dei coupon (Queenpins), regia di Aron Gaudet (2021)
- Invitati per forza (The People We Hate at the Wedding), regia di Claire Scanlon (2022)

#### Televisione
- The Shield – serie TV, episodio 2x01 (2003)
- American Dreams – serie TV, episodio 1x16 (2003)
- The O'Keefes – serie TV, episodi 1x03-1x05 (2003)
- Alla scoperta di mio padre (The King and Queen of Moonlight Bay), regia di Sam Pillsbury – film TV (2003)
- Gracie's Choice, regia di Peter Werner – film TV (2004)
- Deadwood – serie TV, episodi 1x07-1x08 (2004)
- Everwood – serie TV, episodio 2x02 (2004)
- Veronica Mars – serie TV, 72 episodi (2004-2019)
- Mi sposo a Natale (A Christmas Wedding), regia di Michael Zinberg – film TV (2006)
- Heroes – serie TV, 12 episodi (2007-2009)
- Party Down – serie TV, episodi 1x10-2x07 (2009-2010)
- House of Lies – serie TV, 58 episodi (2012-2016)
- Gossip Girl –  serie TV, 120 episodi – voce (2007-2012), episodio 6x10 – cameo (2012)
- Parks and Recreation – serie TV, episodi 6x03-6x06-6x10 (2013-2014)
- Play It Again, Dick – serie web, episodi 1x01-1x07-1x08 (2014)
- Liv e Maddie – serie TV, episodio 3x08 (2015)
- The Good Place – serie TV, 53 episodi (2016-2020)
- La donna nella casa di fronte alla ragazza dalla finestra (The Woman in the House Across the Street from the Girl in the Window) – miniserie TV, 8 puntate (2022)
- Nobody Wants This – serie TV, 10 episodi (dal 2024)

#### Video Musicali
- Santa's Coming for Us – Sia, (2017)

### Doppiatrice

#### Cinema
- La ricompensa del gatto (Neko no ongaeshi), regia di Hiroyuki Morita (2002)
- Flatland (Flatland: The Movie), regia di Dano Johnson e Jeffrey Travis (2007)
- Astro Boy, regia di David Bowers (2009)
- Flatland 2: Sphereland, regia di Dano Johnson (2012)
- Frozen - Il regno di ghiaccio (Frozen), regia di Chris Buck e Jennifer Lee (2013)
- Frozen Fever, regia di Chris Buck e Jennifer Lee (2015) – cortometraggio
- Zootropolis, regia di Byron Howard e Rich Moore (2016)
- Frozen - Le avventure di Olaf (Olaf's Frozen Adventure), regia di Kevin Deters e Stevie Wermers (2017) – cortometraggio
- Ralph spacca Internet (Ralph Breaks the Internet), regia di Phil Johnston e Rich Moore (2018)
- Teen Titans Go! - Il film (2018) - voce di Jade Wilson
- Frozen II - Il segreto di Arendelle (Frozen II), regia di Chris Buck e Jennifer Lee (2019)
- PAW Patrol - Il super film (PAW Patrol: The Mighty Movie), regia di Cal Brunker (2023)

#### Televisione
- Gossip Girl – serie TV, 121 episodi (2007-2012) – voce narrante
- The Cleveland Show – serie TV, episodio 1x02 (2009)
- Glenn Martin DDS – serie TV, episodio 2x23 (2011)
- Robot Chicken – serie TV, episodio 5x14 (2011)
- Unsupervised – serie TV, 13 episodi (2012)
- Sanjay and Craig – serie TV, 1 episodio (2015)
- BoJack Horseman – serie TV, 4x09 (2017)
- Big Mouth – serie TV, episodi 1x03-1x06 (2017)

#### Videogiochi
- Assassin's Creed (2007)
- Assassin's Creed II (2009)
- Assassin's Creed: Brotherhood (2010)
- Disney Infinity (2013)
- Disney Infinity 2.0: Marvel Super Heroes (2014)
- Disney Infinity 3.0 (2015)
- Kingdom Hearts 3 (2019)

### Produttrice
- Veronica Mars - Il film (Veronica Mars), regia di Rob Thomas (2014)
- Encore!, regia di Jason Cohen, Coy Middlebrook - reality TV (2019)
- La donna nella casa di fronte alla ragazza dalla finestra (The Woman in the House Across the Street from the Girl in the Window) – miniserie TV (2022)

## Teatro
- The Adventures of Tom Sawyer, colonna sonora di Don Schlitz, libretto di Ken Ludwig, regia di Scott Ellis. Minskoff Theatre di Broadway (2001)
- Reefer Madness, colonna sonora di Dan Studney, libretto di Kevin Murphy, regia di Andy Fickman. Variety Arts Theatre di New York (2001)
- Il crogiuolo, di Arthur Miller, regia di Richard Eyre. Virginia Theatre di Broadway (2002)
- A Little Night Music, colonna sonora di Stephen Sondheim, libretto di Hugh Wheeler, regia di Mark Brokaw. Kennedy Center di Washington (2002)
- A Little Night Music, colonna sonora di Stephen Sondheim, libretto di Hugh Wheeler, regia di Scott Ellis. Dorothy Chandler Pavilion di Los Angeles (2004)
- Sneaux!, colonna sonora di Lori Scarlett, libretto di Tim Garrick, regia di Andy Fickman. Matrix Theatre di Los Angeles (2003)
- Hair, colonna sonora di Galt MacDermot, libretto di James Rado e Gerome Ragni, regia di Adam Shankman. Hollywood Bowl di Los Angeles (2014)

## Doppiatrici italiane
Nelle versioni in italiano dei suoi lavori, Kristen Bell è stata doppiata da:
- Valentina Mari in Veronica Mars, Gossip Girl, Heroes, La fontana dell'amore, Ancora tu!, Burlesque, Stuck in Love, Veronica Mars - Il film, Liv e Maddie, The Boss, Bad Moms 2 - Mamme molto più cattive, La donna nella casa di fronte alla ragazza dalla finestra
- Federica De Bortoli in The Shield, Qualcosa di straordinario, House of Lies, Invitati per forza, Nobody Wants This
- Chiara Gioncardi in Non mi scaricare, The Disaster Artist, Tale padre
- Francesca Manicone in Comic Movie, The Good Place
- Alessia Amendola in Spartan
- Sara Ferranti in Pulse
- Connie Bismuto in Fanboys
- Ilaria Stagni ne L'isola delle coppie
- Laura Lenghi in Serious Moonlight
- Jenny De Cesarei in Bad Moms - Mamme molto cattive
- Selvaggia Quattrini in CHiPs
- Serena Rossi in Queenpins - Le regine dei coupon
- Francesca Guadagno in American Dreams
- Valentina Favazza in Parks and Recreation

Da doppiatrice è sostituita da:
- Serena Rossi in Frozen - Il regno di ghiaccio, Frozen Fever, Frozen - Le avventure di Olaf, Ralph spacca Internet, Frozen II - Il segreto di Arendelle, Do Re e Mi, Once Upon a Studio
- Beatrice Caggiula in Assassin's Creed, Assassin's Creed II, Assassin's Creed: Brotherhood
- Federica De Bortoli in Teen Titans Go! Il film, I Simpson
- Carolina Crescentini in Astro Boy
- Dalal Suleiman in Zootropolis
- Valentina Mari ne I Griffin, PAW Patrol - Il super film
- Margherita De Risi in Central Park (st. 1)
- Francesca Manicone in Disney Infinity 3.0

## Riconoscimenti
- Premio Emmy
  - 2025 - Candidatura alla miglior attrice protagonista in una serie commedia per Nobody Wants This
- Golden Globe
  - 2019 – Candidatura alla miglior attrice in una serie commedia o musicale per The Good Place
- MTV Movie Awards
  - 2009 – Candidatura al miglior momento "Ma che ca...!" (condiviso con Jason Segel) per Non mi scaricare
  - 2014 – Candidatura al Personaggio preferito per Veronica Mars - Il film
- Teen Choice Awards
  - 2005 – Candidatura alla miglior performance rivelazione femminile in una serie televisiva per Veronica Mars
  - 2006 – Candidatura alla miglior performance femminile in una serie televisiva drammatica/azione per Veronica Mars
  - 2008 – Candidatura alla miglior attrice di commedia per Non mi scaricare
  - 2008 – Miglior attrice emergente per Non mi scaricare
  - 2010 – Candidatura alla miglior attrice di commedia per L'isola delle coppie
  - 2010 – Candidatura alla miglior attrice di commedia romantica per La fontana dell'amore
  - 2014 – Candidatura alla miglior di un film drammatico per Veronica Mars - Il film
  - 2014 – Candidatura alla miglior performance in un film d'animazione per Frozen - Il regno di ghiaccio
- Festival di Taormina
  - 2021 – Premio alla carriera
- Spike Video Game Awards
  - 2009 – Candidatura alla miglior performance femminile per Assassin's Creed II
  - 2010 – Candidatura alla miglior performance femminile per Assassin's Creed: Brotherhood